# Mauricio Lizcano
Óscar Mauricio Lizcano Arango (Medellín, 12 de agosto de 1976) es un político y abogado colombiano. Fue elegido representante a la cámara en 2006, senador de la república en 2010, y reelegido nuevamente en 2014. Es hijo del excongresista Óscar Tulio Lizcano, secuestrado en el año 2000 por integrantes de la guerrilla de las FARC, de la cual logró fugarse en el año 2008. Ejerció como presidente del Senado en el período 2016-2017. Fue el Ministro de Tecnologías de la Información y Comunicaciones de Colombia

## Biografía

### Primeros años
Nació el 12 de agosto de 1976 en Medellín. Es hijo del político Óscar Tulio Lizcano y de Marta Arango.

### Estudios
Sus estudios secundarios los realizó en los colegios San Luis Gonzaga y San José de la Salle de Medellín, donde se graduó como bachiller en 1993.
Es abogado graduado de la facultad de jurisprudencia de la Universidad del Rosario. Tiene una especialización en gerencia, gobierno y asuntos públicos de la Universidad Externado de Colombia en asociación con la Universidad de Columbia; participó en el Programa de alto gobierno cursado en la Universidad de Los Andes, realizó un curso en administración de empresas y tecnología en el Cambridge Judge Business School; realizó un programa de verano en Estudios de instituciones de Occidente brindado por el Phoenix Institute en la Universidad de Notre Dame. Cuenta con maestría de política pública en MPA de Harvard University, maestría en administración de empresas, de Massachusets Institute Of Technology —MIT— y se graduó como investigador académico de Massachusets Institute Of Technology.

### Vida pública
- En agosto de 2022 fue designado como director del Departamento Administrativo de la Presidencia de la República —DAPRE— hasta abril de 2023.
- Fue elegido presidente del Congreso de la República de Colombia en 2016-2017
- En las Elecciones legislativas de Colombia de 2010 fue elegido senador de la República de Colombia, curul que revalidó en las Elecciones legislativas de Colombia de 2014.
- En las Elecciones legislativas de Colombia de 2006, fue elegido representante a la cámara por el departamento de Caldas, cargo que ocupó hasta el 20 de julio de 2010.
- Docente de la Universidad Autónoma de Manizales. Programa de ciencias políticas 2005.
- Secretario general del Instituto Geográfico Agustín Codazzi entre los años 2004 y 2005.
- Asesor del despacho de la Ministra de Comunicaciones, Martha Elena Pinto de De Hart en el 2003.
- Consultor Programa de las Naciones Unidas para el Desarrollo Ministerio del Interior y de Justicia. 2003.
- Secretario de tránsito de Manizales. 2002
- Gerente general grupo editorial La Letra. 2002
- Director territorial Bogotá y Cundinamarca del Departamento Administrativo Nacional de la Economía Solidaria —DANSOCIAL—. 2001
- Vicepresidencia nacional AIESEC Colombia. 2000
- Asesor consejero regional de Planeación Económica y Social. Corpes de Occidente (1997-2000).

### Controversias
En 2017 se vio envuelto en un escándalo tras la cancelación del programa del periodista Pirry en el Canal RCN, que habría ocurrido luego de que Lizcano, en ese momento presidente del senado; presuntamente intentara evitar la publicación de una investigación de la periodista Diana Salinas sobre la adquisición irregular del predio «Guamerú», ubicado en el municipio de Quinchía, Risaralda, por parte de su familia. Por dicha adquisición se le abrió investigación al entonces senador, pues el predio era objeto de reclamo a través de varios procesos de restitución de tierras.
En el 2014 es acusado de presionar funcionarios del Instituto Colombiano del Bienestar Familiar —ICBF— con fines electorales, por lo cual la Fiscalía General de la Nación pide iniciar investigaciones en su contra.
Nuevamente en 2023 una investigación periodística encuentra prácticas burocráticas en varias entidades del estado colombiano.
También se ha hablado de su influencia política en el departamento de Caldas.
En enero de 2023 una mujer de manera anónima en una publicación del diario El País, señaló a Lizcano de haberla acosado sexualmente a cambio de un puesto de trabajo cuando él era congresista. Lizcano ha dicho que no es cierto y algunas mujeres que han trabajado con el han hecho publicaciones en su defensa. La investigación sigue en curso.